# Michał Leon Sołtan
Michał Leon Sołtan Pereswiet herbu własnego (zm. w 1733 roku) – marszałek starodubowski w 1705 roku i w latach 1709–1733, podkomorzy starodubowski w latach 1693–1705 i w 1709 roku, chorąży starodubowski w latach 1684–1693, stolnik czernihowski już w 1682 roku.
Poseł starodubowski na sejm 1718 roku. Był posłem powiatu starodubowskiego na sejm 1720 roku i sejm 1722 roku.